# Сигурд Кольцо
Сигурд Кольцо (др.-сканд. Sigurðr hringr) — король Дании VIII века (после 770 года), представитель скандинавского рода Инглингов, сын Рандвера, внук Радбарта, правнук Скиры из Инглингов и Ивара Широкие Объятья (отца Ауд Богатой, жены Радбарта) из рода Скьёльдунгов.
Одержал победу над Харальдом Боезубом в битве при Бравеллире в Восточном Даунланде. В сагах эта битва считалась одной из самых кровопролитных.
Конунг Сигурд Кольцо правил датским государством до самой смерти, его сын — Рагнар Лодброк.
Согласно Саксону Грамматику, Сигурд Ринг, отец Рагнара Лодброка, и Ринг, победитель при Бравеллире — разные персоны.